# Осада Феллина (1602)
Осада Феллина — одно из сражений Польско-шведской войны 1600—1611 годов. Осада длилась с 25 марта по 17 мая 1602 года.

## Предыстория
Командовавший силами Речи Посполитой в Задвинском герцогстве гетман великий коронный Ян Замойский решил возобновить боевые действия ранней весной, а в качестве первой цели для своих войск (5000 солдат) выбрал Феллинский замок.

## Ход боевых действий
25 марта к крепости, против которой стояли 800 солдат Замойского, прибыл авангард коронных войск под командованием гетмана польного коронного Станислава Жолкевского. На следующий день подошла основная армия, однако до подхода 19 апреля осадной артиллерии войска осуществляли лишь блокаду крепости.
После пробития артиллерией брешей в стенах 4 мая польские войска начали штурм крепости. Вскоре пехота и запорожские казаки заняли город, а шведы укрылись в цитадели, где продолжили оборону.
Штурм цитадели, предпринятый 16 мая, привёл к большим потерям с польской стороны (в частности, погиб фельдмаршал Юрген фон Фаренсбах). Последующие штурмы также были отбиты, и на следующий день Замойский, прекратив тратить войска, предложил защитникам капитулировать. Предложение было принято.

## Итоги и последствия
Оставив в крепости гарнизон, Замойский с остатками армии (уже всего 2000 человек) выступил к Вейсенштейну.